# Anagennisi Arta
Le Anagennisi Arta (en grec moderne : Γυμναστικός Αθλητικός Σύλλογος Αναγέννηση Άρτας) est un club omnisports situé à Árta en Grèce.
Il est principalement connu pour sa section féminine de handball dont l'équipe première a été championne de Grèce à 12 reprises entre 1995 et 2006.

## Palmarès
- Championnat de Grèce
  - vainqueur (12) : 1995, 1996, 1997, 1998, 1999, 2000, 2001, 2002, 2003, 2004, 2005 et 2006
  - deuxième (5) : 1994, 2007, 2008, 2009 et 2014
- Championnat de Grèce (en)
  - vainqueur (10) : 1998, 1999, 2000, 2001, 2002, 2003, 2004, 2005, 2006 et 2008
  - finaliste (10) : 1992, 1995, 1996, 1997, 2007, 2011, 2013, 2014, 2017, 2019